# 2А21
Д-68 (Індекс ГРАУ — 2А21) — радянська гладкоствольна танкова гармата. Розроблена у Свердловському ДКБ-9.

## Історія створення
Гармата Д—68 розроблена в ДКБ-9 на Свердловському артилерійському заводі № 9 для середнього танка Т-64. Прийнята на озброєння у 1961 році.

## Опис конструкції

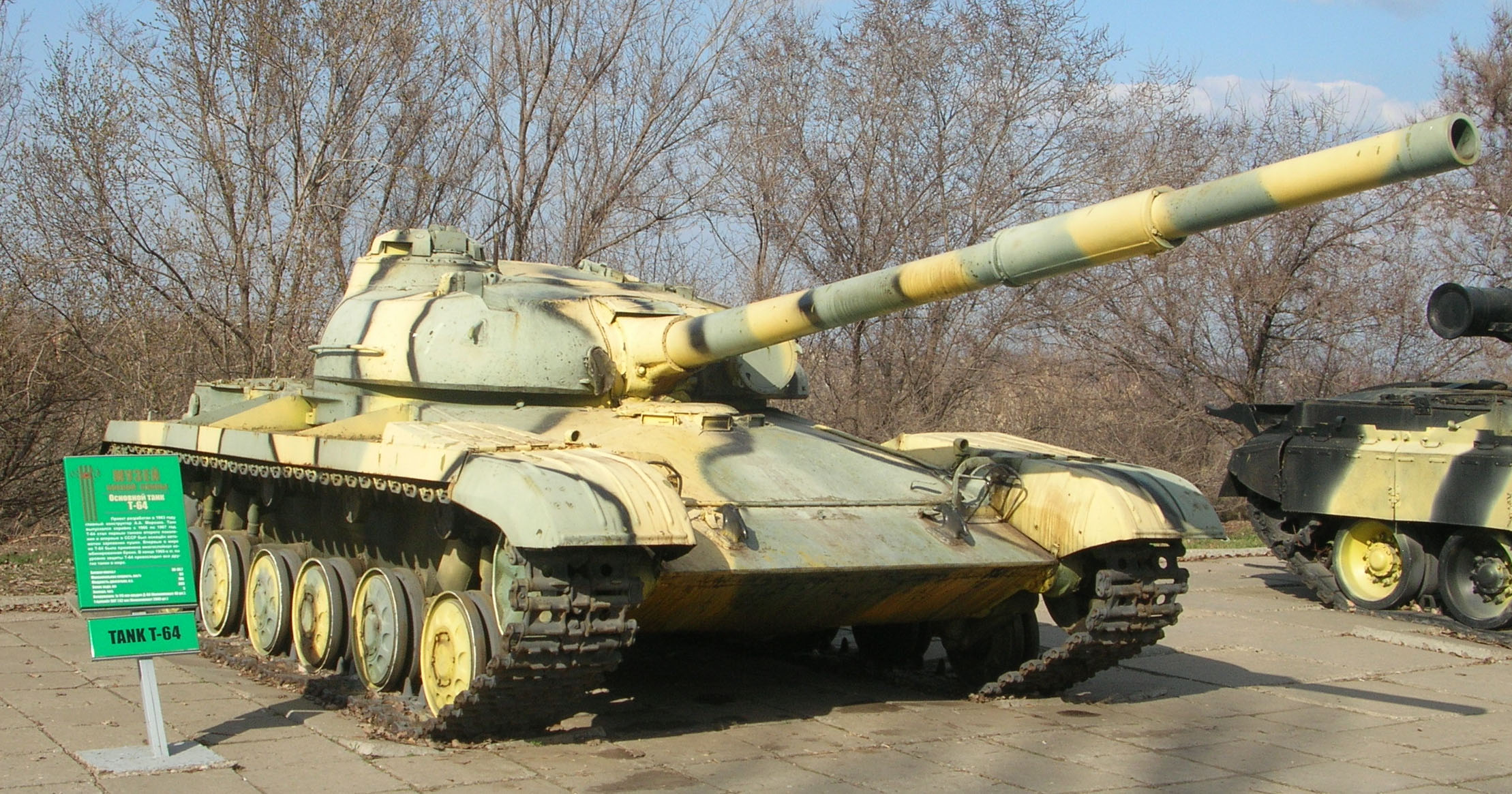
Гармата Д-68 на середньому танку Об'єкт 432

Головною відмінністю гармати 2А21 від 2А20 було введення роздільно-гільзового заряджання. Основними складовими 2А21 були: ствол, який складався з труби довжиною 52,6 калібру, яка скріплюється кожухом у каморній частини, казенник і ежектор. У гарматі використовувався горизонтально—клиновий затвор і напівавтоматика скалочного типу. Ударно-спусковий механізм складався з механічного спуску з електрозапальним пристроєм. Механізми спуску розміщувалися на лівій стороні огорожі. Електрозапал здійснювався шляхом натискання на кнопку стабілізатора або на кнопку—дублер на рукоятці підйомного механізму. Ствольна група кріпилася в люльці обойменного типу, конструкція якої була зварені між собою литі половинки. Внизу в припливах люльки закріплювалися штоки гідравлічних противідкатних пристроїв і гідропневматичного накатника. Максимальна довжина відкату гармати при пострілі становила 320 мм.

### Боєприпаси
| Таблиця ТТХ пострілів, які використовують для стрільби з гармати 2А21 |                |                          |                   |                  |                 |
| Індекс пострілу                                                       | Індекс снаряда | Початкова швидкість, м/с | Вага пострілу, кг | Вага снаряда, кг | Вага заряду, кг |
| Бронебійні підкаліберні снаряди                                       |                |                          |                   |                  |                 |
| 3ВБМ1                                                                 | 3БМ5           | 1615                     | 18,0              | 5,36             | 7,4             |
| 3ВБМ5                                                                 | 3БМ5           | 1615                     | 18,0              | 5,36             | 6,6             |
| Бронебійні кумулятивні снаряди                                        |                |                          |                   |                  |                 |
| 3ВБК4                                                                 | 3БК8М          | 950                      | 22,53             | 12,94            | 4,8             |
| 3ВБК8                                                                 | 3БК8/3БК8М     | 950                      | 22,5              | 12,94            | 4,42            |
| Осколково-фугасні снаряди                                             |                |                          |                   |                  |                 |
| 3ВОФ18                                                                | 3ОФ17          | 800                      |                   | 18,0             |                 |
| 3ВОФ19                                                                |                | 800                      |                   |                  |                 |
| 3ВОФ23                                                                | 3ОФ17          | 800                      | 27,4              | 18,0             | 4,3             |
| 3ВОФ24                                                                | 3ОФ17          | 800                      | 27,0              | 18,0             | 4,32            |
| 3ВОФ38                                                                | 3ОФ28          |                          | 27,03             | 18,1             | 4,32            |

## Де встановлювалася
- Об'єкт 167Ж — радянський дослідний середній танк
- Об'єкт 432 — радянський середній танк Т-64